# Böyükdüz
Böyükdüz (ryska: Bëyuk-Dyuz) är en ort i Azerbajdzjan.   Den ligger i distriktet Nachitjevan, i den sydvästra delen av landet, 400 km väster om huvudstaden Baku. Böyükdüz ligger 851 meter över havet och antalet invånare är 1 435.
Terrängen runt Böyükdüz är huvudsakligen platt, men österut är den kuperad. Närmaste större samhälle är Nachitjevan, 17,4 km sydost om Böyükdüz.
Trakten runt Böyükdüz består i huvudsak av gräsmarker. Runt Böyükdüz är det ganska glesbefolkat, med 48 invånare per kvadratkilometer.